# Тарасов, Евгений Михайлович (поэт)
Евгений Михайлович Тарасов (8 марта 1882, Баку, Российская империя — 10 марта 1944, Чкалов, СССР) — русский и советский революционный поэт.

## Биография
Родился 8 марта 1882 года в Баку в дворянской семье бухгалтера. Вскоре после рождения вместе с семьёй переехал в г. Скопин Рязанской губернии, где закончил реальное училище.
В 1898 году переехал в Петербург и поступил в Петербургский технологический институт, но 20 мая 1899 года был отчислен за участие в студенческих беспорядках. Осенью того же года он поступил в Санкт-Петербургский электротехнический институт, но в 1901 года он был отчислен оттуда за участие в демонстрации у Казанского собора 4 марта 1904 года с запрещением жить в университетских городах Российской империи.
1 августа 1901 года был арестован по делу о группе пропагандистов Союза борьбы за освобождение рабочего класса. После отсидки полгода в исправительном учреждении, 13 февраля 1902 года он был выслан в Рязань под надзор полиции.
Летом 1902 года бежал из ссылки, эмигрировал в Париж, где в начале 1903 года встретился с Лениным (при встрече В. И. Ленин доказывал ему, что индивидуальный террор против представителей власти не имеет никакого смысла!), примкнул к большевикам-искровцам.
Вернулся в Россию в апреле 1903 года с чужим паспортом, 25 мая 1903 года был вновь арестован и вновь по делу того же Петербургского союза борьбы за освобождение рабочего класса и отправлен в тюрьму на 1,5 года, затем в сентябре 1904 года сослан в Печорский край на 8 лет.
В 1905 году освобождён по амнистии, объявленной манифестом 17 октября 1905 года, вернулся в Москву, во время Революции 1905-года участвовал в баррикадных боях в Москве.
Начиная с сентября 1903 года, ещё в тюрьме, начал писать стихи и печататься в журналах Вестник жизни, Весы и Русское богатство. Первое стихотворение было напечатано 1 января 1905 года в провинциальной газете «Уралец».
Первая книга стихов вышла в 1906 году, но через год, в 1907 г., была уничтожена цензурой. В. Брюсов похвалил стихи молодого поэта. Вторая книга стихов была издана в 1907 году, но успеха не имела. В стихах подражал Надсону, Якубовичу, Бальмонту, Брюсову, Городецкому.
В 1908 г. в связи с окончанием революции и тяжёлым заболеванием почек перестал писать, отошёл от революционной деятельности.
Закончив Петровскую сельскохозяйственную академию работал инженером-механизатором, а позднее — экономистом.
В 1936 г. получил персональную пенсию как видный участник революционного движения.
Скончался 10 марта 1944 года в Чкалове.

## Творчество
Автор двух книг стихов.
Первая книга — «Стихи. 1903—1905» (СПб., 1906) автобиографична: цикл «Из-под замка» — о тюрьме, это лирика в духе Надсона и поздних народников; цикл «Изгнание» — о северной ссылке; цикл «Город» — о Декабрьском вооруженном восстании 1905 г. в Москве. В 1907 по распоряжению Петербургского комитета по делам печати сборник за «возбуждающий характер» и «призыв к мятежническим и бунтовщическим деяниям» был уничтожен, но стихи читались с эстрады, распространялись в списках. Особенным успехом пользовался реквием — «Смолкли залпы запоздалые».
Вторая книга — «Земные дали» (СПб., 1908), включала любовную и гражданскую лирику.
Вторая книга встретила резкую критику, например, отзыв А. А. Блока в статье «Литературные итоги 1907 года», К. И. Чуковский озаглавил свою рецензию «Третий сорт».
В дальнейшем стихи переиздавались как отдельно так и в сборниках.